# Государственный комитет по изобретениям и открытиям при ГКНТ СССР
Государственный комитет по изобретениям и открытиям при ГКНТ СССР (Госкомизобретений) — орган государственного управления СССР, проводивший государственную политику в области изобретений и открытий, а также ведавший выдачей патентов и авторских свидетельств на них.

## Задачи
Назначение — проверка, регистрация и выдача охранных документов на изобретения, руководство делом развития научно-технических открытий в СССР, охрана государственных интересов в области открытий, принадлежащих Советскому Союзу, а также организация экспертизы открытий.
Кроме того, на основании совместного представления ГКНТ СССР и АН СССР, в виде исключения и без защиты диссертаций, авторам открытий или наиболее крупных изобретений, обеспечивающих значительный вклад в ускорение научно-технического прогресса могли быть присуждены ВАК СССР учёные степени доктора и кандидата наук.

## История
14 марта 1947 года выходит Постановление Совета Министров СССР «О Комитете по изобретениям и открытиям при Совете Министров СССР». Образован в сентябре 1955 года Постановлением № 1772 Совета Министров СССР.
Первым открытием, внесённым 26 июня 1957 года в Государственный реестр открытий СССР, стало открытие под названием «эффект Кабакова». Однако, нормативная база для открытий была создана только через 2 года, с выходом в апреле 1959 года Положения «Об открытиях, изобретениях и рационализаторских предложениях».
В июле 1987 года, с целью совершенствования деятельности ГКНТ СССР и повышения его роли, ведомство преобразовывается в Комитет по делам изобретений и открытий при ГКНТ СССР.
Постановлением от 13 апреля 1991 года ведомство было преобразовано в Государственное патентное агентство СССР (сокр. Госпатент СССР) и подчинено Кабинету Министров СССР.

### Ликвидация
14 ноября 1991 года выходит Постановление Госсовета СССР о ликвидации союзных министерств и ведомств и управленческих функций — к 1 декабря 1991 года, а также передаче их собственности и имущества.

### Преемники
Согласно Указу №710 Президента РСФСР Бориса Ельцина от 28 ноября 1991 года: имущество, финансы, предприятия, организации и учреждения упразднённого союзного Госпатента СССР получило Министерству науки, высшей школы и технической политики РСФСР. Преемником органа является Роспатент.

## Официальные названия
За годы своей истории, государственный орган не один раз менял названия:
| Название                                                        | Подчинение  | Годы существования | Годы существования | 1-й Председатель   | 2-й Председатель | Основание преобр.                          |
| Название                                                        | Подчинение  | Начало             | Конец              | 1-й Председатель   | 2-й Председатель | Основание преобр.                          |
| --------------------------------------------------------------- | ----------- | ------------------ | ------------------ | ------------------ | ---------------- | ------------------------------------------ |
| Комитет по делам изобретений и открытий при СМ СССР             | ГКНТ СССР   | 29.09.1955         | 13.03.1963         | Александр Гармашев | Юрий Максарёв    | Постановление СМ СССР №1772                |
| Государственный комитет СМ СССР по делам изобретений и открытий | ГКНТ СССР   | 13.03.1963         | 12.10.1965         | Юрий Максарёв      | -                | Постановление СМ СССР №282                 |
| Комитет по делам изобретений и открытий при СМ СССР             | ГКНТ СССР   | 12.10.1965         | 20.08.1973         | Юрий Максарёв      | -                | Постановление СМ СССР №768                 |
| Государственный комитет СМ СССР по делам изобретений и открытий | ГКНТ СССР   | 20.08.1973         | 17.07.1987         | Юрий Максарёв      | Иван Наяшков     | Указ Президиума ВС СССР                    |
| Комитет по изобретениям и открытиям при ГКНТ СССР               | ГКНТ СССР   | 17.07.1987         | 13.04.1991         | Иван Наяшков       | Юрий Беспалов    | Указ Президиума ВС СССР                    |
| Государственное патентное агентство СССР                        | КабМин СССР | 13.04.1991         | 14.11.1991         | Юрий Беспалов      | -                | Постановление №176 Кабинета Министров СССР |

## Ведомственные награды
На основании Постановления ЦК КПСС и Совета Министров СССР от 20 августа 1973 г. N 575 введён нагрудный знак «Изобретатель СССР»